# Axsjön (Gryts socken, Södermanland, 656047-156454)
Axsjön är en sjö i Gnesta kommun i Södermanland och ingår i Nyköpingsåns huvudavrinningsområde.